# Sant Antoni de Pàdua de Serentill
Sant Antoni de Pàdua de Serentill és una capella barroca de Lladurs (Solsonès) protegida com a Bé Cultural d'Interès Local.

## Descripció
Es tracta d'una petita capella adossada a la masia de Serentill, situada entre camps de conreu i bosc al pla de Montpol de Lladurs. La capella alberga en el seu interior un retaule d'estil barroc policromat i daurat amb decoració en relleu. El retaule presenta una estructura formada per una predel·la i dos pisos dividits en tres carrers on es troben les caselles o compartiments. Al primer pis hi ha tres caselles amb fornícules i al pis superior només la casella del carrer central té una fornícula rematada per un frontó entretallat. Les diferents caselles estan dividides amb columnes, tot i que algunes no es conserven i els nivells se separen per motllures.